# Seaton (efternamn)
Seaton är ett efternamn av brittiskt ursprung. Många platser har fått namn efter personer med efternamnet Seaton,   medan efternamnet på sin sida kan ha bildats i anknytning till platser med namnet. I maj 2016 uppgavs det att 56 personer med efternamnet Seaton var bosatta i Sverige.

## Personer med efternamnet Seaton
- Anna Seaton (född 1964), amerikansk roddare
- Fred Andrew Seaton (1909–1974), amerikansk politiker, republikan, senator för Nebraska och utrikesminister
- George Seaton (grosshandlare) (1881–1954), svensk grosshandlare
- George Seaton (författare och regissör) (1911–1979), amerikansk författare och film- och teaterregissör